# Frankenburg am Hausruck
Frankenburg am Hausruck è un comune austriaco di 4 915 abitanti nel distretto di Vöcklabruck, in Alta Austria; ha lo status di comune mercato (Marktgemeinde).